# Hästbådan, Nykarleby
Hästbådan är en udde i Finland.   Den ligger i den ekonomiska regionen  Jakobstadsregionen  och landskapet Österbotten, i den centrala delen av landet, 400 km norr om huvudstaden Helsingfors.
Terrängen inåt land är mycket platt. Havet är nära Hästbådan åt nordväst. Runt Hästbådan är det glesbefolkat, med 9 invånare per kvadratkilometer. Närmaste större samhälle är Nykarleby, 7,1 km söder om Hästbådan. I omgivningarna runt Hästbådan växer i huvudsak blandskog.